# 31 (фильм)
31 — американский фильм ужасов, снятый режиссёром Робом Зомби. Главные роли исполнили Шери Мун Зомби, Джефф Дэниел Филлипс, Лоуренс Хилтон-Джейкобс, Мег Фостер, Ричард Брейк, Джуди Гисон и Малкольм Макдауэлл.

## Сюжет
Во время Хэллоуина 1976 года группа карнавальных рабочих, Чарли, Венера, Панда, Левон и Роско, путешествуют по сельской местности. Ночью на группу нападают люди, замаскированные под чучела, и отводят в странное большое здание, где находятся трое пожилых людей в аристократической одежде, с напудренными париками и макияжем. Пленникам говорят, что следующие 12 часов они будут играть в игру "31". Группа помещена в ряд комнат, где должна защититься от нескольких клоунов-убийц, которые будут пытаться их убить, но те пленники, которые продержатся 12 часов, будут отпущены.
Главные герои сталкиваются с пятью «головами»: Больной, Псих, Шизофреник, Секс и Смерть. Нападавших в конце концов удается убить, но не без собственных жертв, в живых остались только Чарли, Венера и Роско. Они пытаются найти выход, но Венера оказывается в ловушке внутри котельной, где её жестоко убивает последняя «голова» — Рок, которого аристократы призвали присоединиться к игре. Рок говорит Чарли и Роско, что двери во внешний мир открыты.
Чарли и Роско удается добраться до одного из выходов, однако Роско убеждает Чарли идти дальше без него, так как он тяжело ранен. Рок находит Роско и перерезает ему горло. Чарли выбирается наружу. Она пробирается в заброшенный дом, где на неё нападает Рок. Рок почти убивает Чарли, однако его останавливают аристократы, которые говорят ему, что время вышло и Чарли должна выйти на свободу. Рок оставляет Чарли. Спустя какое-то время Рок вновь догоняет Чарли. Фильм заканчивается сценой того, как Рок смотрит на Чарли и вынимает кинжалы.

## Актёрский состав
| Актёр                   | Роль           |
| ----------------------- | -------------- |
| Шери Мун Зомби          | Чарли          |
| Джеффри Дэниэл Филлипс  | Роско Пеппер   |
| Лоуренс Хилтон-Джейкобс | Панда Томас    |
| Мег Фостер              | Венера         |
| Ричард Брейк            | Рок            |
| Малкольм Макдауэлл      | Горацио-Силаса |
| Джуди Гисон             | Сестра-Дракон  |
| Джейн Карр              | Сестра-Змея    |

## Производство
О планах снять 31 впервые было объявлено в мае 2014 года с помощью тизер-постера. Поклонники и средства массовой информации предположили, что фильм станет продолжением лент Дом 1000 трупов и Изгнанные дьяволом и будет следовать за персонажем Сида Хейга, капитаном Сполдингом. Также были теории что это может быть фильм о серийном убийце Джоне Уэйне, или что это будет продолжение фильмов серии Хэллоуин. Зомби прокомментировал эти предположения, он заявил, что фильм не будет следовать за капитаном Сполдингом и будет оригинальной историей, не имеющей связи с предыдущими его картинами. Он также отметил, что 31 относится к 31-му октябрю (Хэллоуину). В июле Зомби поделился деталями сюжета, который рассказывает о группе из пяти человек вынужденных участвовать в ужасной игре под названием «31»
Также Зомби заявил, что он будет использовать краудфандинг, чтобы покрыть часть расходов на фильм, «с годами игра меняется, и фильм, который можно было снять много лет назад, сейчас снять нельзя, потому что бизнес меняется, все меняется». Он добавил, что краудфандинг позволит ему снять фильм, который, возможно, не получил бы традиционного финансирования, и что «если вы хотите делать что-то вне системы, вы должны действовать вне системы».
Зомби придумал идею 31 после прочтения статистики, в которой говорилось, что Хэллоуин — «день номер один в году, когда люди пропадают без вести», и подумал, что это станет хорошей предпосылкой для фильма.
Съемки фильма проходили с марта по апрель 2015 года.